# Абсолютна вологість повітря

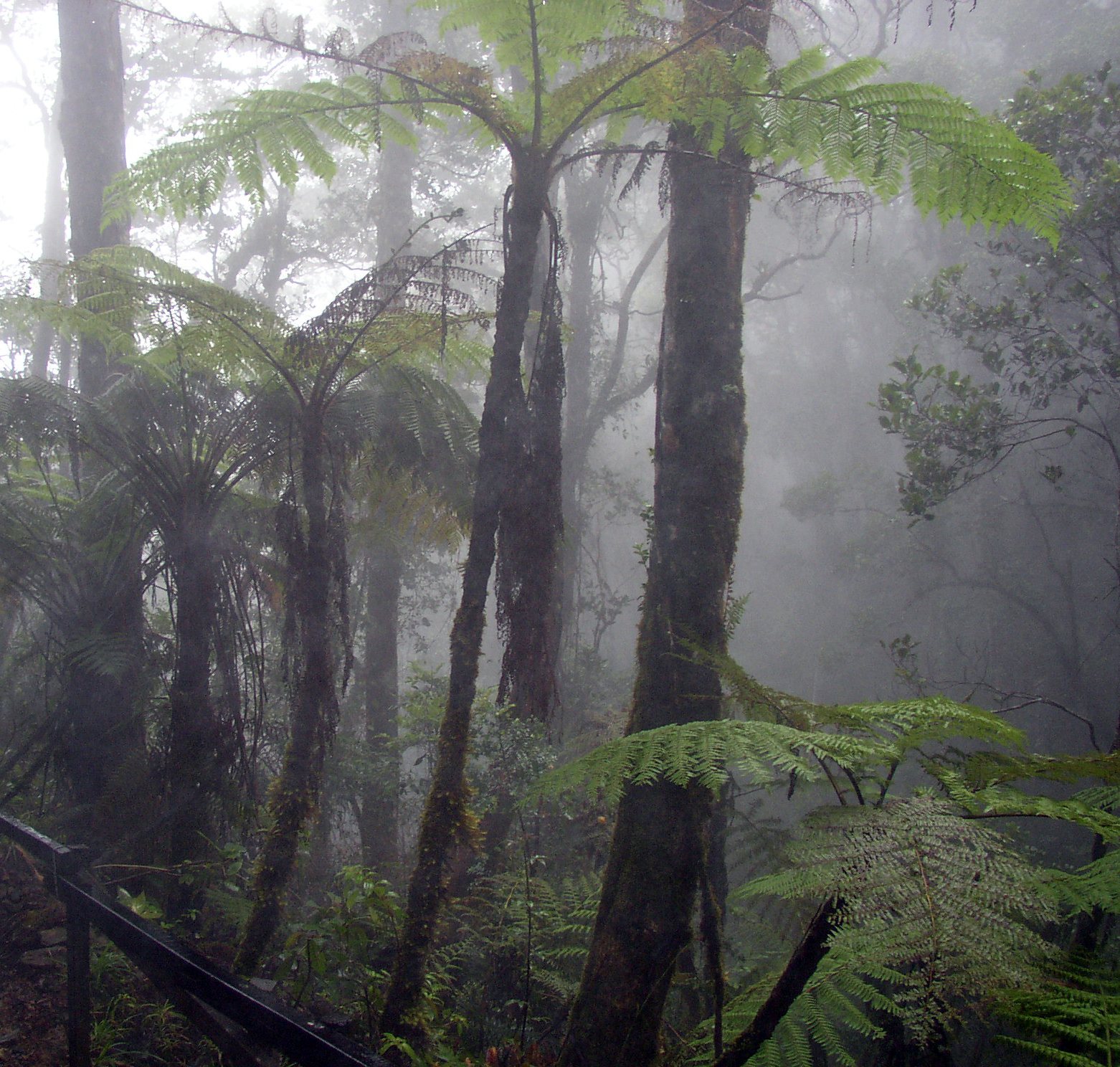
Для тропіків характерна висока вологість повітря

Абсолю́тна воло́гість повітря — густина водяної пари в повітрі; практично — кількість водяної пари в грамах в 1 м³ повітря за певної температури. Абсолютна вологість чисельно близька до пружності водяної пари, вираженої в мм ртутного стовпа. Абсолютна вологість біля поверхні землі коливається від десятих г/м³ (у приполярних та холодних країнах) до 20 г/м³ і вище (у приекваторіальних зонах).
Залежність максимальної кількості водяної пари в повітрі (максимальної абсолютної вологості повітря) від температури:
| Температура (°C) | Вода (г/м³) |
| ---------------- | ----------- |
| - 20             | 1           |
| - 10             | 2           |
| - 5              | 3           |
| 0                | 5           |
| + 10             | 9           |
| + 20             | 17          |
| + 30             | 30          |
| + 40             | 51          |